# James Keane
James Keane (Drimnagh (County Dublin), 1948) is een Ierse accordeonist.
Hij begon al te spelen op de trekzak op zijn zesde jaar, toen hij geïnspireerd werd door zijn muzikale ouders. In zijn jonge jaren was hij een van de mede-oprichters van later befaamde Castle Ceili Band. In 1965 won deze band het All-Ireland Ceili Band Championship in Thurles, County Tipperary. De verdiensten van James werden in die jaren erkend door de zanger en componist Paul Brady en multi-instrumentalist (nu musicoloog) Dr. Mick Moloney.
Bij een toer van drie weken in 1967 met accordeonist Joe Burke en fluitist Paddy Carty was James voor het eerst in de Verenigde Staten. Hij zag de mogelijkheden om daar als Iers muzikant een toekomst op te bouwen en besloot in 1968 naar de VS te emigreren. In de komende tien jaar zou hij in diverse Ierse Clubs met succes optreden. Ook ontstonden toen zijn eerste albums. In 1980 vertrok James naar Halifax, Nova Scotia vanwaaruit hij toerde met zijn Irish ballad group Ryan's Fancy. In 1991 ging hij weer terug naar Dublin. Daarna ontstonden een behoorlijk aantal nieuwe albums.

## Discografie
- 1972 THE IRISH ACCORDIAN OF JAMES KEANE
- 1980 ROLL AWAY THE REEL WORLD
- 1994 THAT’S THE SPIRIT
- 1996 TOSS THE FEATHERS
- 1998 WITH FRIENDS LIKE THESE
- 1999 SWEETER AS THE YEARS ROLL BY
- 2002 JAMES KEANE AND FRIENDS - LIVE IN DUBLIN

Met Ryan's Fancy
- 1979 A TIME WITH
- 1980 THE SEA PEOPLE
- 1981 DANCE AROUND THIS ONE

'Diverse compilaties
- 1965 LIVE AT THE EMBANKMENT (James & Donal Lunny)
- 1971 SWEET AND TRADITIONAL MUSIC OF IRELAND
- 1997 IRISH TRADITIONAL INSTRUMENTAL MUSIC FROM THE EAST COAST OF AMERICA, VOL. 1
- 1991 THE RIGHTS OF MAN:  THE CONCERT FOR JOE DOHERTY
- 1997 ATLANTIC WAVE
- 1997 THE BOSTON COLLEGE GAELIC ROOTS FESTIVAL
- 2000 THE TOCANE CONCERTS  (met Kiernan Hanrahan)

Sessie werk
- 1984 MICK MOLONEY & EUGENE O’DONNELL “UNCOMMON BONDS”
- 1995 THE CHIEFTAINS “THE LONG BLACK VEIL”

- International Standard Name Identifier: 0000 0000 2156 0606
- Library of Congress Control Number: n81011110
- MusicBrainz: e06104e1-910a-45b6-8f42-70481ccdfe5b
- SNAC: w6cq31qf
- Virtual International Authority File: 55461119
- WorldCat: E39PBJw8XdFQV6XwFchKJTGGpP